# هراس (فیلم ۱۹۸۸)
هراس (انگلیسی: Phobia) یک فیلم است که در سال ۱۹۸۸ منتشر شد.